# G4 (álbum)
G4 es el álbum debut homónimo de la banda G4, publicado en 2005. Debutó en el #1 en el UK Albums Chart en la semana de Día de la Madre vendiendo más de 245 000 copias en su primera semana. Se convirtió en el álbum más vendido de 2005. Ha vendido 611 000 copias desde diciembre de 2012.
El álbum incluye un cover del tema de Queen «Bohemian Rhapsody».

## Lista de canciones
1. «Bohemian Rhapsody»
2. «Nessun Dorma»
3. «Everybody Hurts»
4. «Circle Of Life»"
5. «Creep»
6. «To Where You Are»
7. «Life on Mars»
8. «The Flower Duet»
9. «Broken Vow»
10. «Jerusalem»
11. «You'll Never Walk Alone»
12. «My Way»